# Robin Bengtsson
Hans Robin Gustav Bengtsson (Svenljunga, Västra Götaland, Suecia; 27 de abril de 1990) más conocido como Robin Bengtsson, es un cantante sueco de género pop. Inició su carrera musical y se dio a conocer en 2008, tras quedar como tercer finalista del concurso Idol. Fue uno de los participantes del Melodifestivalen 2016, con la canción "Constellation Prize", con la cual ganó en la primera semifinal y posteriormente se clasificaría 5° en la final con 83 puntos, siendo considerado uno de los favoritos para alzarse con la victoria.
En 2017 volvió a participar en el Melodifestivalen de ese año y llega a la final. Consiguió ganarla, consiguiendo 146 puntos, y se convierte así en el representante de Suecia en Eurovisión 2017.
En 2020, también participó en el Melodifestivalen con la canción Take a Chance, donde consiguió pasar a la final quedando el 8°, con 63 puntos.

## Biografía
Nacido en el municipio sueco de Svenljunga en la Provincia de Västra Götaland, el día 27 de abril de 1990.
A los trece años de edad, comenzó a tocar la guitarra y la trompeta.
Comenzó su carrera musical en el año 2008, cuando participó en la quinta edición del concurso de talentos "Swedish Idol, donde fue escogido al haberse presentado a las audiciones con una canción del grupo Simon and Garfunkel y durante las galas cantó las canciones: "When Spirits Are Calling My Name" de Roger Pontare, "Dude (Looks Like a Lady)" de Aerosmith, "Fields of Gold" de Sting, "My Love Is Your Love" de Whitney Houston y "Black or White" de Michael Jackson. Tras pasar por diversas etapas, finalmente terminó en tercer lugar por detrás de la subcampeona Alice Svensson y el ganador Kevin Borg.
Tras su paso por el concurso televisivo, ya se dio a conocer a nivel nacional y fue solicitado para entrevistas en numerosos medios de comunicación e invitado a actuar en más programas.
En 2009 consiguió firmar un contrato discográfico con el sello musical Capitol Music Group y ya lanzó el que fue su primer sencillo titulado "Another lover's gone", que logró situarse en el octavo puesto de la lista nacional Sverigetopplistan (Singles Top 60).
En 2010 dio unas actuaciones y grabó el sencillo benéfico "Wake Up World" junto a los artistas Karl Martindahl y Daniel Karlsson (más conocido como The Moniker), cuyos beneficios fueron destinados íntegramente para las víctimas del Terremoto de Haití de 2010. En ese mismo año, también lanzó la canción "Long Long Night" junto a Kim Fransson y además quedó segundo cuando participó en el programa de animación polaco Wipeout – Wymiatacze, emitido por la TVN (Polonia) y en otros países de Europa.
En 2012 grabó una versión acústica de "Domino" de la artista internacional Jessie J, lanzó "Tjena, Tjena Tjena" junto a Kriss y Byz y en el mes de noviembre lanzó en solitario "Cross the Universe".
Posteriormente en 2013, colaboró en la canción "Paper Cuts" del dúo G & G producida por el DJ francés Dave Darell.
Durante ese tiempo decidió cambiar su nombre artístico de Robin Bengtsson por el de B Robin y sucesivamente fue lanzando sencillos en solitario como "I don't like to wait", "Fired" o "Nothing inreturn" entre otros, que fueron incluidos en su primer extended play (EP) lanzado en 2014 y titulado, "Under my skin". Sin embargo este proyecto no contó con la acogida que se esperaba y eso le obligó a comenzar a trabajar en una oficial.
Su carrera se volvió a impulsar en 2016, cuando se presentó como candidato al concurso nacional Melodifestivalen con la canción "Constellation Prize". Un año después, se alzaría con la victoria en ese mismo festival, lo que le hizo convertirse en el representante de Suecia en el Festival de la Canción de Eurovisión 2017, que se celebró en Kiev, donde cantó "I Can't Go On", logrando un quinto lugar con 344 puntos.